# Анатолий (патриарх Константинопольский)
Патриарх Анатолий — патриарх Константинопольский (449—458), автор ряда стихир. Почитается в лике святителей, память в Православной церкви 3 июля (по юлианскому календарю).

## Биография
Анатолий родился во второй половине IV века от Рождества Христова в городе Александрии в те времена, когда представители уважаемых семейств Византии нередко посвящали жизнь служению Церкви Христовой.
Отец церкви Кирилл Александрийский лично рукоположил будущего патриарха во диаконы. Анатолий принимал участие в соборе, состоявшемся в 449 году в городе Эфесе. После того как на соборе был низложен с рядом вопиющих нарушений Патриарх Константинопольский Флавиан, выборы нового патриарха зашли в тупик, ибо стороны никак не могли прийти к консенсусу. Чтобы как-то выйти из создавшегося положения, было принято решение избрать нового Патриарха из священнослужителей, живших за пределами столицы Византийской империи. В ходе дебатов выбор пал на Анатолия, рукоположение которого вскоре совершил сам Папа и Патриарх великого града Александрии, Ливии, Пентаполя, Эфиопии, всего Египта и всей Африки Диоскор I. Последний, склонявшийся к монофизитству, был уверен, что ему удастся склонить на свою сторону и нового христианского лидера Царьграда, но Диоскор просчитался: всю свою жизнь Анатолий Константинопольский оставался верен канонам православной церкви.
В 451 году Патриарх Константинопольский участвовал в Халкидонском соборе, а в 458 году председательствовал на Поместном соборе в Константинополе. Оба эти собора отменяли решения Диоскора I, ведшие конфессию к монофизитству. Этим они вызвали раздражение у Диоскора. Однако это были только первые шаги Святого Анатолия. Он и далее продолжал служить своей вере, и тем очень сильно поднял авторитет Константинопольской кафедры.
Патриарх Константинопольский Анатолий всячески способствовал возведению новых православных Храмов, а также перенесению в Константинополь мощей христианских мучеников.
7 февраля 457 года на Византийский трон взошёл Лев I Макелла. Анатолий лично венчал на царство нового императора, и это стало первым случаем коронации Патриархом правителя Византийской империи.
Патриарх Анатолий умер 3 июля 458 года в городе Константинополе.